# Stenhomalus kumaso
Stenhomalus kumaso là một loài bọ cánh cứng trong họ Cerambycidae.